# Heinrich Wilhelm Schott
Heinrich Wilhelm Schott ( 7 de enero de 1794, Brno - 5 de marzo de 1865, Viena ) fue un botánico y horticultor austriaco.

## Biografía
Era hijo del taxónomo Heinrich Schott (1759-1819). Participa en la Expedición científica austríaca al Brasil, de 1817 a 1821; y en 1828 es nombrado jardinero de la corte de Viena.
A partir de 1845, Schott dirige los jardines y la casa de fieras del Emperador, transforma en 1852 el parque del palacio de Schönbrunn siguiendo la moda de los jardines ingleses.
Schott estudió la flora de los Alpes y creó un jardín alpino en el Palacio de Belvedere.

## Algunas publicaciones
- Meletemata botanica (junto con Stephan Ladislaus Endlicher), 1832

- Rutaceae. Fragmenta botanica, 1834

- Genera Filicum, 84 pp. 1834-1836

- Analecta botanica (junto con Karl Georg Theodor Kotschy y Carl Frederik Nyman), 70 pp. 1854

- Synopsis Aroidearum complectens enumerationem systematicam generum at specierum hujus ordinis, 148 pp. 1856

- Aroideae, 1853-1857

- Icones Aroidearum, 1857

- Genera Aroidearum exposita, 1858

- Prodromus systematis Aroidearum, 602 pp. 1860

## Honores

### Epónimos
Más de 270 especies
- (Acanthaceae) Aphelandra schottiana'' (Nees) Profice[1]

- (Acanthaceae) Schaueria schottii Nees[2]

- (Agavaceae) Agave schottii Engelm.[3]

- (Apiaceae) Dichoropetalum schottii (Besser ex DC.) Pimenov & Kljuykov[4]

- (Rubiaceae) Uragoga schottiana (Müll.Arg.) Kuntze[5]

- (Trigoniaceae) Trigonia schottiana Turcz.[6]

- (Verbenaceae) Stachytarpheta schottiana Schauer[7]